# Nine Treasures
Nine Treasures (九宝, or jiǔ bǎo) es un grupo chino de folk metal formado en 2010. Sus integrantes son mayoritariamente de la región autónoma de Mongolia Interior. El estilo musical de la banda se basa en combinar la música tradicional de Mongolia con el heavy metal. Particularmente mediante el uso de instrumentación típica y la técnica de canto difónico.

## Historia
La banda nace en 2010 en la ciudad de Hailar, Mongolia Interior.
El nombre del grupo hace referencia a los nueve materiales evocados en antiguos poemas Mongoles, que según la tradición favorecerían la suerte: oro, plata, bronce, hierro, ágate, ámbar, jade, perla y coral. El nombre fue propuesto por un antiguo integrante que posteriormente sería parte de la banda Hanggai. El grupo considera que el nombre es auspicioso.
En mayo de 2012 lanzan su primer álbum 十丈 铜 嘴. El disco sería posteriormente relanzado en 2015 bajo el título Arvan Ald Guulin Hunshoor, con el objetivo de facilitar su introducción en el mercado internacional.
En agosto de 2013, el grupo realiza una notable aparición en el festival alemán Wacken Open Air. En diciembre del mismo año lanzan su segundo álbum sin título de forma independiente.
Durante 2014 y 2015, Nine Treasures pasa la mayor parte del tiempo girando a lo largo de Asia, viajando hasta Ulán bator en Mongolia al norte; a Taiwán en el sur; y Vladivostok en Rusia al este.
En enero de 2015 lanzan su primer EP titulado Galloping White Horse, una producción nuevamente independiente que incluía dos nuevas canciones y tres grabaciones en vivo. Pocos días después lanzan su primer álbum en vivo llamado Live in Beijing, grabado en esa ciudad unos meses antes. Este álbum contenía las mismas canciones en vivo del EP. En octubre del mismo año el grupo fue invitado al WOMEX en Budapest, punto de partida para su primera gira europea que los llevó a países como República Checa, Polonia, Letonia, Alemania, Dinamarca, los Países Bajos y Austria.
En julio de 2016, Nine Treasures realiza su segunda gira por Europa, visitando nuevamente algunos de los países del año anterior y agregando nuevos destinos, como Portugal y Eslovenia.
En enero de 2017, la banda lanza su tercer álbum de estudio titulado Wisdom Eyes. Al igual que sus anteriores lanzamientos, este disco se distribuye de forma independiente a través de la plataforma Bandcamp. Gracias a este disco volverían a girar por Europa.
El 27 de febrero de 2019 se publica el sencillo Bodhicitta, primer adelanto del anticipado cuarto disco de la banda. En marzo del mismo año es anunciada la participación de Nine Treasures en el festival brasileño Rock In Rio como parte de un programa especial de presentaciones con temática relacionada con la música asiática, convirtiéndose en su debut en Sudamérica.

## Estilo musical
El estilo que caracteriza a la banda nace de la incorporación de instrumentación típica como el morin juur, la balalaica y el arpa de boca. Dependiendo de la canción, el estilo predominante puede variar desde el rock, heavy metal, folk metal o hasta el punk, según el oyente. En cuanto a la técnica vocal, destaca el tono áspero y raspado que utiliza su vocalista, además del uso frecuente del canto difónico.
Su letras abordan temas que evocan la cultura de Mongolia, su historia y geografía, cuentos y leyendas tradicionales (sobre todo las que se refieren a Tengri, una de las máximas deidades de los mongoles y otros pueblos de la región). Su líder Askhan incluso trata temas y anécdotas familiares en algunas canciones.
Según él, el primer disco de Nine Treasures fue bastante crudo y sin muchos adornos. Los subsiguientes fueron más maduros y mejor trabajados, aprovechando el uso de secuencias y una mayor integración de la instrumentación tradicional.
Todo el repertorio de la banda está escrito íntegramente en mongol, a pesar de que para facilitar su exportación a otros mercados muchos de los títulos hayan sido traducidos al inglés.

## Integrantes

### Actuales
- 敖瑞峰 (Orgil) - Bajo, voz
- 丁凯 (Ding Kai) - Batería
- 阿斯汗 (Askhan Avagchuud) - Guitarra, voz
- 赛娜 (Saina) - Balalaica
- 朝克 (Tsog) - Morin juur

### Anteriores
- 伟力斯 (Wiils) - Balalaica
- 艾伦 (Allen) - Voz, instrumentos tradicionales
- 萨其尔 (Saqier) - Teclado

## Discografía

### Álbumes de estudio
- 2012: 十丈铜嘴
- 2013: Nine Treasures
- 2017: Wisdom Eyes

### Sencillos y EP
- 2015: Galloping White Horse
- 2015: Mongol Metal (split junto a Tengger Cavalry y Ego Fall)
- 2019: Bodhicitta

### Álbumes en vivo
- 2015: Live in Beijing